# Copacabana (Nachtclub)
Das The Copacabana (alias The Copa) ist ein Nachtclub in New York City.

## Geschichte
Der Club öffnete am 10. November 1940 in der 10 East 60th Street in New York City. (40° 45′ 51,5″ N, 73° 58′ 18,3″ W)
Laut Life Magazine vom 7. Dezember 1942 wurde er nach dem Hotel Copacabana Palace in Rio de Janeiro benannt; Showgirls mussten auch brasilianischen Samba tanzen können („Samba-Sirenen“).
Monte Proser war offiziell Inhaber, jedoch stand der Mafia-Boss Frank Costello hinter ihm. Costello setzte einige Jahre nach der Gründung Jules Podell an die Stelle Prosers. Podell ließ keine Afroamerikaner in den Club. Als Harry Belafonte, der zu der Zeit Soldat der United States Navy war, 1944 in den Club wollte, wurde ihm der Zutritt verweigert. Später änderte sich diese Politik und Belafonte trat in den 1950er Jahren im Club auf. Sam Cooke trat im Juli 1964 im Club auf, was die LP Sam Cooke at the Copa nach sich zog. Im Juli 1965 machten die The Supremes ihren ersten Auftritt im Copa. Dean Martin und Jerry Lewis traten häufig im Club auf.
1957 waren Spieler der New York Yankees zugegen. Sammy Davis, Jr. hatte einen Auftritt und wurde von betrunkenen Bowlingspielern rassistisch beleidigt. Die Yankees prügelten sich daraufhin mit den Bowlern, was mannschaftsinterne Strafen zur Folge hatte. Mitte der 1970er Jahre wurde das Copa eine Diskothek. In den 1970er Jahren war es auch für drei Jahre geschlossen. Der Song Copacabana von Barry Manilow (1978) handelt von diesem Club. Eine Reihe von Spielfilmen spielten teilweise im Copacabana wie Goodfellas, Raging Bull, Tootsie, Carlito’s Way, The French Connection, Beyond the Sea und Green Book – Eine besondere Freundschaft.
1992 wurde der Club in eine andere Adresse verlegt:  617 West 57th Street (Manhattan). 40° 45′ 55,8″ N, 73° 59′ 19,5″ W 2001 zog der Club erneut um: In die 570 W. 34th Street im Westen Manhattans. (40° 45′ 25,2″ N, 73° 59′ 53,9″ W) Seit Juli 2011 befindet sich das Copacabana in der West 47th Street. (40° 45′ 36,2″ N, 73° 59′ 13,5″ W)

## Bekannte Künstler

### Musiker
- José Alberto
- Paul Anka
- Harry Belafonte
- Tony Bennett
- Petula Clark
- Nat King Cole
- Perry Como
- Sam Cooke
- Bobby Darin
- Sammy Davis junior
- Ella Fitzgerald
- Connie Francis
- Marvin Gaye
- Isaac Hayes
- Kool & the Gang
- Barry Manilow
- Dean Martin
- Bette Midler
- Liza Minnelli
- Edith Piaf
- Frank Sinatra
- Donna Summer
- The Supremes
- Martha & the Vandellas
- The Temptations
- Tina Turner
- Barry White
- Jackie Wilson
- Stevie Wonder
- The Village People

### Komödianten
- Joey Bishop
- Sid Caesar
- Rodney Dangerfield
- Phyllis Diller
- Jimmy Durante
- Jackie Gleason
- Jerry Lewis
- Joe E. Lewis
- Groucho Marx
- Don Rickles
- Joan Rivers
- Phil Silvers
- Danny Thomas
- Robin Williams